# Commonwealth Games 1998/Badminton (Herrendoppel)
Folgend die Ergebnisse und Platzierungen bei den Commonwealth Games 1998 im Herrendoppel im Badminton.

## Ergebnisse

### 1. Runde
- Geraint Lewis / Matthew Hughes –  Patrick Lau Kim Pong / Tan Sian Peng: w.o.
- Mubanga Kaite / Stanley Pitiri Mwangulu –  Alexander Ayim / Charles Mensah: 10-15, 15-5, 15-11

### 2. Runde
- Geraint Lewis / Matthew Hughes –  Mirza Ali Yar Beg / Wajid Ali Chaudhry: 15-6, 15-5
- Mark Nichols / Murray Hocking –  Andre Stewart / Charles Pyne: 15-1,15-6
- Nathan Robertson / Julian Robertson –  Charles Williams / Anthony Arthur: w.o.
- David Bamford / Peter Blackburn –  Zailani Yuin / Ermadena Talip: 15-6, 15-0
- Duminda Jayakody / Thushara Edirisinghe –  Mubanga Kaite / Stanley Pitiri Mwangulu: 15-2, 15-3
- Yap Kim Hock / Cheah Soon Kit –  Burty Molia / Ryan Fong: 15-2, 15-1
- Chris Hunt / Simon Archer –  Gavin Polmans / Neale Woodroffe: w.o.
- Geenesh Dussain / Stephan Beeharry –  Sheldon Caldeira / Daron Dasent: 15-3, 15-4
- Russell Hogg / Kenny Middlemiss –  Mark Topping / Bruce Topping: 15-12, 15-12
- Vincent Lobo / Jaseel P. Ismail –  Ahmed Riyaz / Mohamed Sharath: 15-2, 15-0
- Choong Tan Fook / Lee Wan Wah –  Darryl Yung / Iain Sydie: 15-5, 17-14
- Denis Constantin / Édouard Clarisse –  Roy Paul jr. / Robert Richards: 11-15, 15-5, 15-6
- Craig Robertson / Alastair Gatt –  HJ Mohd Masri Fadzli / Michael Nyau: w.o.
- Markose Bristow / George Thomas –  Dean Galt / Daniel Shirley: 17-14, 7-15, 15-8
- Nick Hall / Anton Gargiulo –  Subhash Janaka de Silva / Palinda Halangoda: 15-4, 17-14
- Mike Beres / Bryan Moody –  Eugene McKenna / Graham Henderson: 15-11, 11-15, 15-12

### Achtelfinale
- David Bamford / Peter Blackburn –  Russell Hogg / Kenny Middlemiss: 12-15, 15-11, 15-5
- Nathan Robertson / Julian Robertson –  Mark Nichols / Murray Hocking: 15-3, 10-15, 15-6
- Mike Beres / Bryan Moody –  Nick Hall / Anton Gargiulo: 15-9, 15-3
- Cheah Soon Kit / Yap Kim Hock –  Geenesh Dussain / Stephan Beeharry: 15-4, 15-5
- Choong Tan Fook / Lee Wan Wah –  Édouard Clarisse / Denis Constantin: 15-2, 15-7
- Vincent Lobo / Jaseel P. Ismail –  Craig Robertson / Alastair Gatt: 7-15, 15-7, 15-12
- Markose Bristow / George Thomas –  Geraint Lewis / Matthew Hughes: 2-1
- Chris Hunt / Simon Archer –  Duminda Jayakody / Thushara Edirisinghe: 2:0

## Endrunde
|  | Viertelfinale | Viertelfinale                     | Viertelfinale                     | Viertelfinale | Viertelfinale               |    |    | Halbfinale                  | Halbfinale | Halbfinale | Halbfinale | Halbfinale |  |  | Finale | Finale | Finale | Finale | Finale |
|  |               |                                   |                                   |               |                             |    |    |                             |            |            |            |            |  |  |        |        |        |        |        |
|  |               | Choong Tan Fook Lee Wan Wah       | 15                                | 15            |                             |    |    |                             |            |            |            |            |  |  |        |        |        |        |        |
|  |               | David Bamford Peter Blackburn     | 4                                 | 8             |                             |    |    |                             |            |            |            |            |  |  |        |        |        |        |        |
|  |               | David Bamford Peter Blackburn     | 4                                 | 8             | Choong Tan Fook Lee Wan Wah | 15 | 15 |                             |            |            |            |            |  |  |        |        |        |        |        |
|  |               |                                   |                                   |               |                             | 15 | 15 |                             |            |            |            |            |  |  |        |        |        |        |        |
|  |               |                                   | Simon Archer Chris Hunt           | 13            | 11                          |    |    |                             |            |            |            |            |  |  |        |        |        |        |        |
|  |               | Simon Archer Chris Hunt           | Simon Archer Chris Hunt           | 13            | 11                          | 15 | 15 |                             |            |            |            |            |  |  |        |        |        |        |        |
|  |               |                                   |                                   |               |                             | 15 | 15 |                             |            |            |            |            |  |  |        |        |        |        |        |
|  |               | Markose Bristow George Thomas     | 7                                 | 3             |                             |    |    |                             |            |            |            |            |  |  |        |        |        |        |        |
|  |               |                                   |                                   |               |                             |    |    | Choong Tan Fook Lee Wan Wah | 15         | 15         |            |            |  |  |        |        |        |        |        |
|  |               |                                   | Cheah Soon Kit Yap Kim Hock       | 7             | 4                           |    |    |                             |            |            |            |            |  |  |        |        |        |        |        |
|  |               | Cheah Soon Kit Yap Kim Hock       | 15                                | 15            |                             |    |    |                             |            |            |            |            |  |  |        |        |        |        |        |
|  |               | Mike Beres Bryan Moody            | 5                                 | 3             |                             |    |    |                             |            |            |            |            |  |  |        |        |        |        |        |
|  |               | Mike Beres Bryan Moody            | 5                                 | 3             | Cheah Soon Kit Yap Kim Hock | 15 | 12 | 15                          |            |            |            |            |  |  |        |        |        |        |        |
|  |               |                                   |                                   |               |                             | 15 | 12 | 15                          |            |            |            |            |  |  |        |        |        |        |        |
|  |               |                                   | Julian Robertson Nathan Robertson | 2             | 15                          | 8  |    |                             |            |            |            |            |  |  |        |        |        |        |        |
|  |               | Julian Robertson Nathan Robertson | Julian Robertson Nathan Robertson | 2             | 15                          | 8  | 15 | 15                          |            |            |            |            |  |  |        |        |        |        |        |
|  |               |                                   |                                   |               |                             |    | 15 | 15                          |            |            |            |            |  |  |        |        |        |        |        |
|  |               | Jaseel P. Ismail Vincent Lobo     | 3                                 | 4             |                             |    |    |                             |            |            |            |            |  |  |        |        |        |        |        |

## Endstand
- 1.  Choong Tan Fook / Lee Wan Wah
- 2.  Cheah Soon Kit / Yap Kim Hock
- 3.  Nathan Robertson / Julian Robertson
- 3.  Chris Hunt / Simon Archer
- 5.  David Bamford / Peter Blackburn
- 5.  Mike Beres / Bryan Moody
- 5.  Vincent Lobo / Jaseel P. Ismail
- 5.  Markose Bristow / George Thomas
- 9.  Russell Hogg / Kenny Middlemiss
- 9.  Mark Nichols / Murray Hocking
- 9.  Nick Hall / Anton Gargiulo
- 9.  Geenesh Dussain / Stephan Beeharry
- 9.  Édouard Clarisse / Denis Constantin
- 9.  Craig Robertson / Alastair Gatt
- 9.  Geraint Lewis / Matthew Hughes
- 9.  Duminda Jayakody / Thushara Edirisinghe
- 17.  Mirza Ali Yar Beg / Wajid Ali Chaudhry
- 17.  Andre Stewart / Charles Pyne
- 17.  Charles Williams / Anthony Arthur
- 17.  Zailani Yuin / Ermadena Talip
- 17.  Mubanga Kaite / Stanley Pitiri Mwangulu
- 17.  Burty Molia / Ryan Fong
- 17.  Gavin Polmans / Neale Woodroffe
- 17.  Sheldon Caldeira / Daron Dasent
- 17.  Mark Topping / Bruce Topping
- 17.  Ahmed Riyaz / Mohamed Sharath
- 17.  Darryl Yung / Iain Sydie
- 17.  Roy Paul jr. / Robert Richards
- 17.  HJ Mohd Masri Fadzli / Michael Nyau
- 17.  Dean Galt / Daniel Shirley
- 17.  Subhash Janaka de Silva / Palinda Halangoda
- 17.  Eugene McKenna / Graham Henderson
- 33.  Patrick Lau Kim Pong / Tan Sian Peng
- 33.  Alexander Ayim / Charles Mensah